# Tsiolkovskiy (cratère)
Tsiolkovskiy est un très grand cratère lunaire situé sur la face cachée de la Lune. Au centre du cratère s'élève un large pic résultant du choc dû à l'impact initial, couvrant une superficie de 400 km2. Le bord du cratère Tsiolkovskiy est touché au nord-ouest par le grand cratère Fermi de même taille que lui. Près de ces deux immenses cratères lunaires formant un large bassin, se trouve, à l'ouest, le grand cratère Gagarine. C'est l'engin spatial russe Luna 3 qui a été le premier a photographier le cratère Tsiolkovskiy et l'ensemble de la face cachée de la Lune en 1959. 
L'astronaute Harrison Schmitt membre de l'équipage d'Apollo 17, a fortement recommandé le cratère Tsiolkovskiy pour se poser sur la Lune.
En 1961, l'Union astronomique internationale a donné le nom de l'astronome russe Constantin Tsiolkovski à ce cratère lunaire.
Par convention, les cratères satellites sont identifiés sur les cartes lunaires en plaçant la lettre sur le côté du point central du cratère qui est le plus proche de Tsiolkovskiy.
| Tsiolkovskiy | Latitude | Longitude | Diamètre |
| ------------ | -------- | --------- | -------- |
| W            | 16.0° S  | 126.9° E  | 13 km    |
| X            | 14.7° S  | 126.5° E  | 12 km    |